# Gare de Saint-Antoine
La gare de Saint-Antoine est une gare ferroviaire française de la ligne de Lyon-Perrache à Marseille-Saint-Charles (via Grenoble), située sur le quartier Saint-Antoine, dans le 15e arrondissement de la ville de Marseille, département des Bouches-du-Rhône, en région Provence-Alpes-Côte d'Azur (PACA).
La première gare est mise en service en 1877 par la Compagnie des chemins de fer de Paris à Lyon et à la Méditerranée (PLM) ; elle ferme au cours de la seconde moitié du XXe siècle. Une nouvelle gare, à environ cent mètres du site de l'ancienne, est mise en service en 2008 par la Société nationale des chemins de fer français (SNCF).
C'est une halte voyageurs de la SNCF desservie par des trains TER PACA.

## Situation ferroviaire
Établie à 146 mètres d'altitude, la gare de Saint-Antoine est située au point kilométrique (PK) 434,85 de la ligne de Lyon-Perrache à Marseille-Saint-Charles (via Grenoble), entre les gares ouvertes de Septèmes et de Saint-Joseph-le-Castellas. En direction de Saint-Joseph, s'intercalent : au PK 434,913 le site de la première gare de Saint-Antoine, puis le viaduc de Saint-Antoine, et au PK 436,35 le site de l'ancienne gare des Aygalades-Accates.
Gare d'évitement sur une section à voie unique, elle dispose d'une deuxième voie pour le croisement des trains, et d'une troisième voie en tiroir tournée vers le centre-ville. Cependant, au cours de l'année 2020, les rails de cette troisième voie ont été démontés.

## Histoire

### Première gare

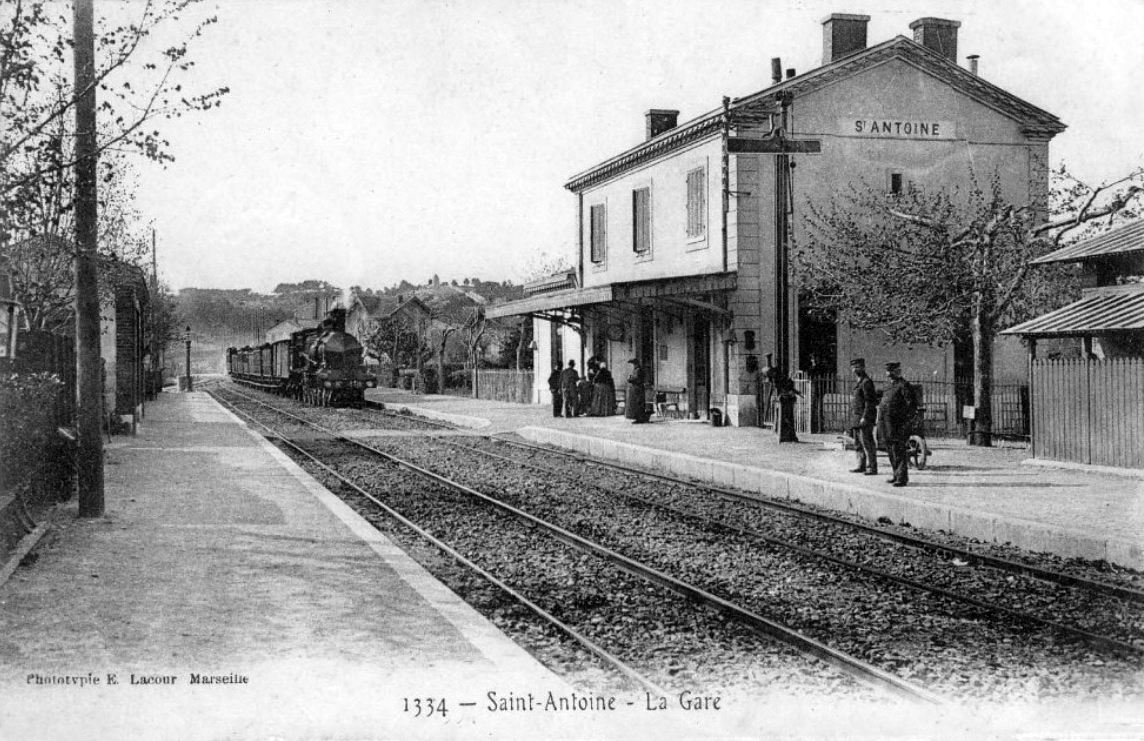
La gare PLM vers 1900.

La gare de Saint-Antoine est mise en service le 15 octobre 1877 par la Compagnie des chemins de fer de Paris à Lyon et à la Méditerranée (PLM), lorsqu'elle ouvre à l'exploitation la ligne directe de Marseille à Aix par Gardanne. Outre le quartier de Saint-Antoine elle dessert également celui des Aygalades qu'elle a relié à la gare par une avenue, après avoir refusé, en 1874, d'y implanter une station.
Saint-Antoine, gare de croisement, est établie à proximité du passage à niveau par lequel la ligne traverse la route nationale 8 reliant Aix-en-Provence à Marseille. Cet endroit va être un lieu d'embouteillage récurrent. En 1897, le conseil d'administration du Touring-club de France décerne une gratification de 20 francs à son garde barrière, monsieur Girard, pour son attitude complaisante en faveur des cyclistes qui sont nombreux sur cette route.
En 1911, c'est une gare de la Compagnie du PLM, qui peut recevoir et expédier des dépêches privées. Elle est ouverte au service complet de la grande vitesse, à l'exclusion des chevaux chargés dans des wagons-écuries s'ouvrant en bout et des voitures à quatre roues, à deux fonds et à deux banquettes dans l'intérieur, omnibus, diligence, etc. Elle est également ouverte au service complet de la petite vitesse, avec les mêmes restrictions. Elle est située sur la ligne de Lyon à Grenoble et à Marseille, entre la gare de Septèmes et la station des Aygalades-Accates.
En 1912, on y établit un quai à bestiaux. L'activité de la gare de Saint-Antoine est alors proche de celle de la gare de l'Estaque. En 1924, une grue de chargement de 10 tonnes est installée, et en 1925, l'embranchement particulier de l'entreprise Delestrade est mis en service
En 1942, la suppression du croisement à niveau de la route, qui ralentissait le trafic tant ferroviaire que routier, est obtenu par le rehaussement de la voie et la construction d'un pont métallique par-dessus la route.
Le trafic voyageurs est fortement concurrencé par la ligne de tramway, puis de trolleybus, puis d'autobus, reliant Marseille à Aix par la route nationale. Jusque dans les années 1960, la gare a encore une activité marchandises résiduelle, mais elle est finalement fermée à tout trafic.

### Nouvelle gare
Le 9 décembre 2006, la section d'Aix à Marseille est fermée pour être modernisée, la ligne est totalement neutralisée pour une réfection complète.
La nouvelle gare de Saint-Antoine, déplacée de quelques dizaines de mètres par rapport à la gare d'origine, est mise en service le 14 décembre 2008 par la Société nationale des chemins de fer français (SNCF), lorsqu'elle rouvre à l'exploitation la ligne de Marseille à Aix, après une fermeture de deux années pour sa réhabilitation et sa modernisation. Une inauguration officielle des nouvelles installations a eu lieu le 24 novembre.
Dès l'ouverture il est prévu, dans le cadre d'un « projet d'humanisation des haltes », initié par la SNCF, la région PACA et l'association Médiance 13, d'apporter une présence physique aux heures de pointe du mardi au samedi. Des médiateurs, ayant une formation « Moniteur Éducateur », ont notamment pour missions : d'écouter et d'informer pour orienter les voyageurs, favoriser un comportement citoyen et éviter les prises de risque comme la traversée des voies.

## Fréquentation
De 2015 à 2023, selon les estimations de la SNCF, la fréquentation annuelle de la gare s'élève aux nombres indiqués dans le tableau ci-dessous.
| Année     | 2015   | 2016   | 2017   | 2018   | 2019   | 2020   | 2021   | 2022   | 2023   |
| --------- | ------ | ------ | ------ | ------ | ------ | ------ | ------ | ------ | ------ |
| Voyageurs | 30 930 | 30 814 | 38 804 | 33 061 | 33 063 | 17 971 | 34 967 | 44 049 | 55 214 |

## Service voyageurs

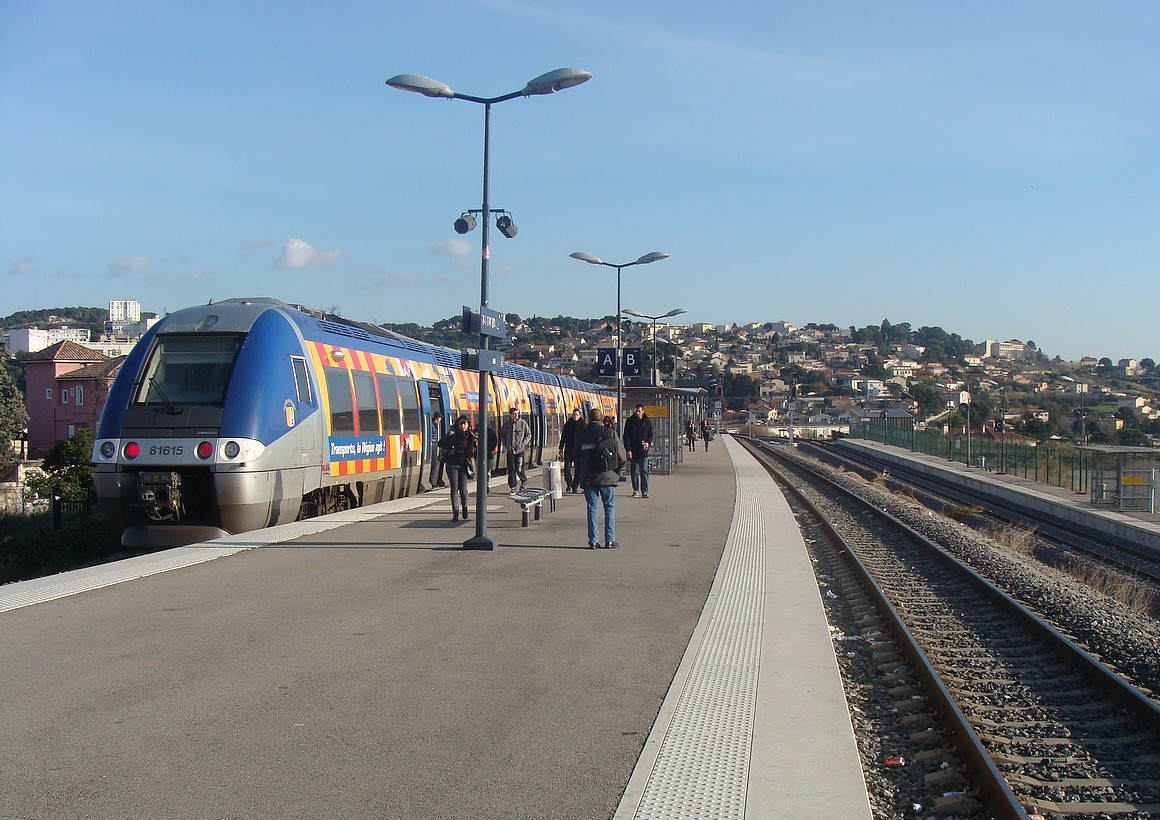
Desserte voie A.

### Accueil
Halte SNCF, c'est un point d'arrêt non géré (PANG) à accès libre.

### Desserte
Saint-Antoine est desservie par des trains TER Provence-Alpes-Côte d'Azur des relations de Marseille-Saint-Charles à Aix-en-Provence, ou Meyragues, ou Pertuis. Elle est desservie par deux types de trains de cette relation des rapides, sans arrêts à toutes les gares et des omnibus avec arrêts à toutes les gares.

### Intermodalité
Trois lignes urbaines circulent sur l'avenue de Saint-Antoine, à une centaine de mètres de la gare : autobus de la Régie des transports métropolitains (RTM), lignes B2 et 96 ; et la ligne 1 du réseau Salon Etang Côte Bleue.
En 2022, la première phase de construction d'un pôle d'échanges multimodal comprenant 5 quais de bus et un bassin de rétention a été achevée. La deuxième phase, prévue pour 2023, comprendra notamment la livraison d'une ombrière conçue par l'atelier MIRA. Cette infrastructure fait partie du projet de développement de la gare de Saint-Antoine.

La gare et les voies en 2015
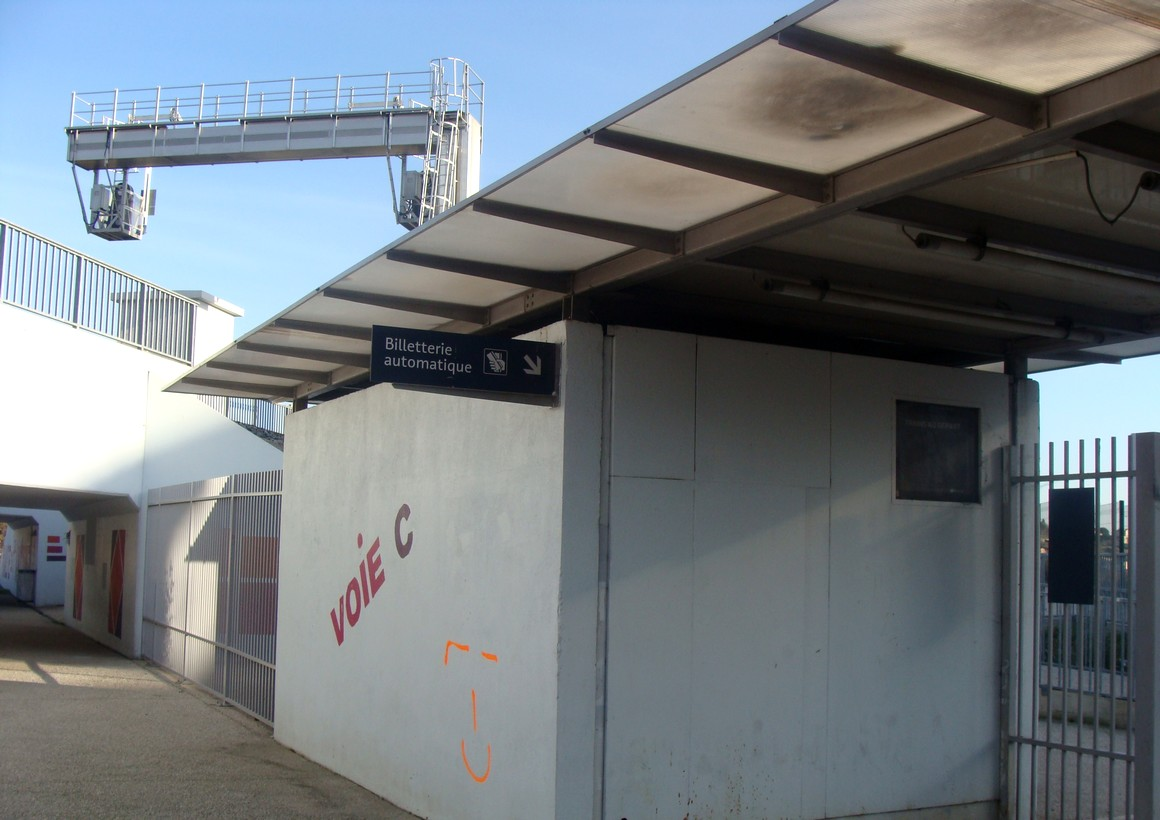
Le point d'accueil neutralisé.
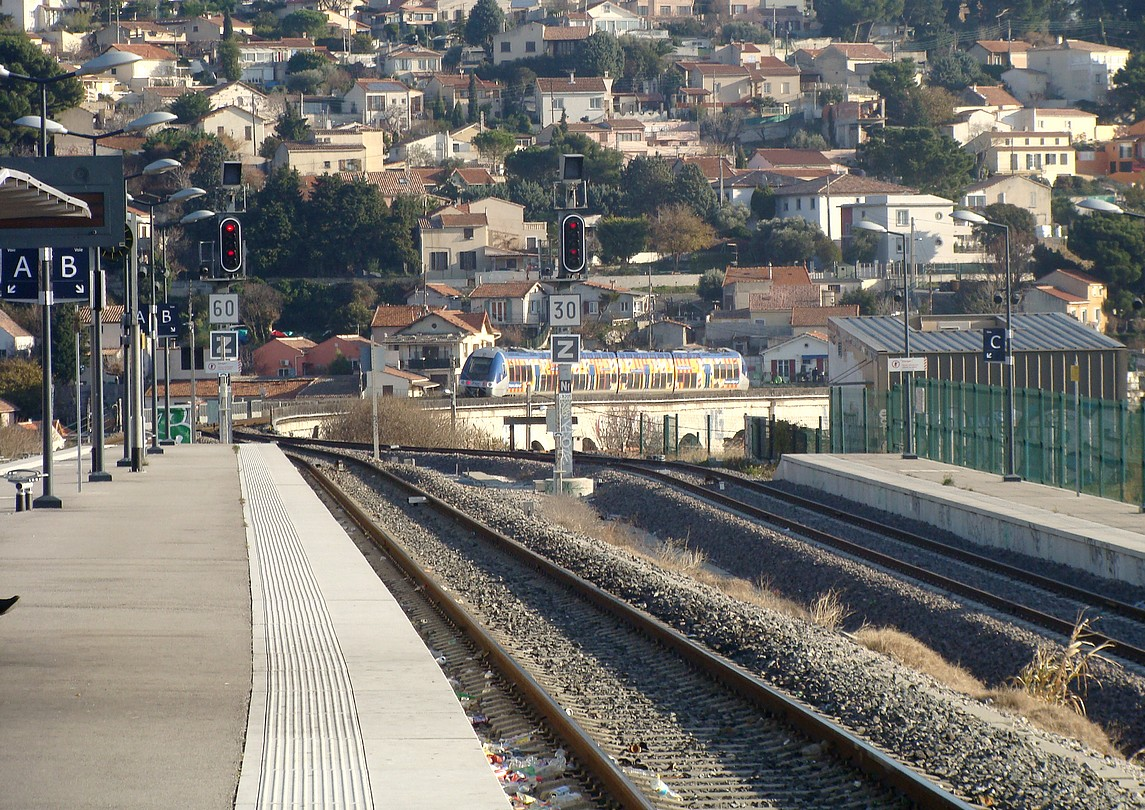
Voies B et C et le viaduc.
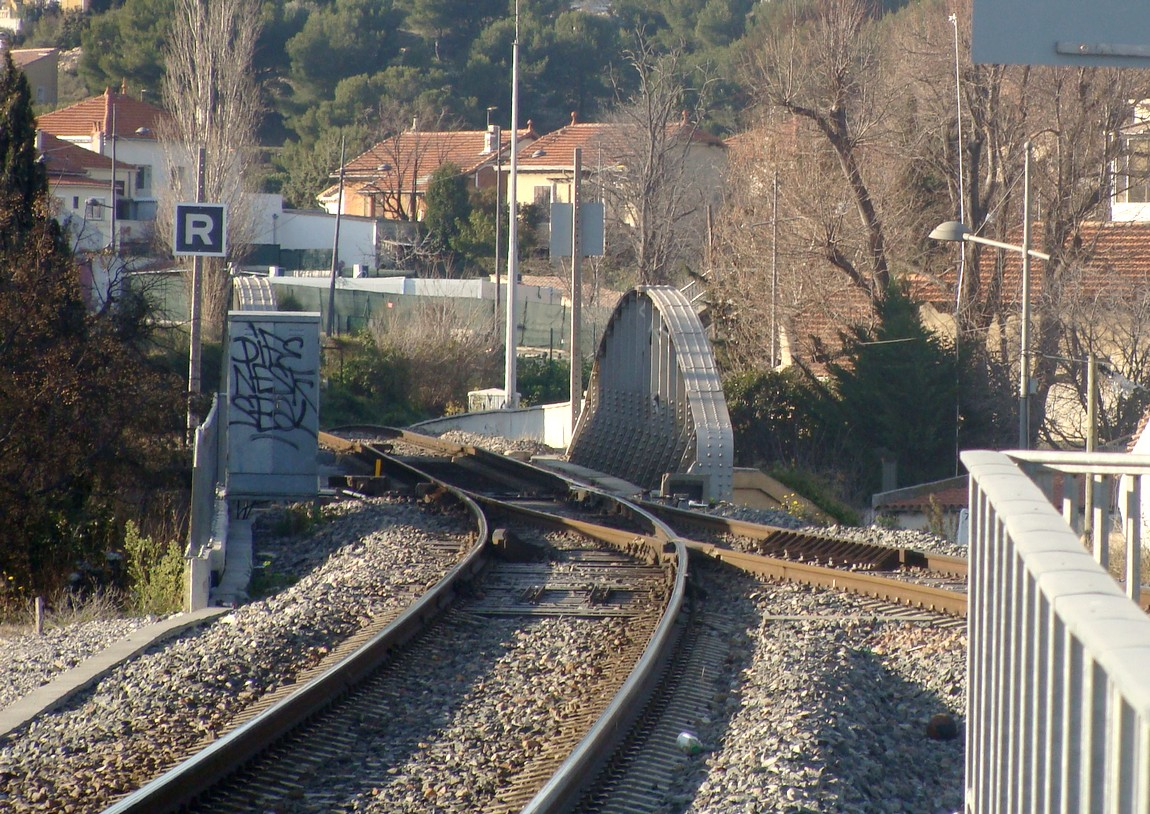
Raccordement voies A et B avant le viaduc.